# Fountain (Duchamp)

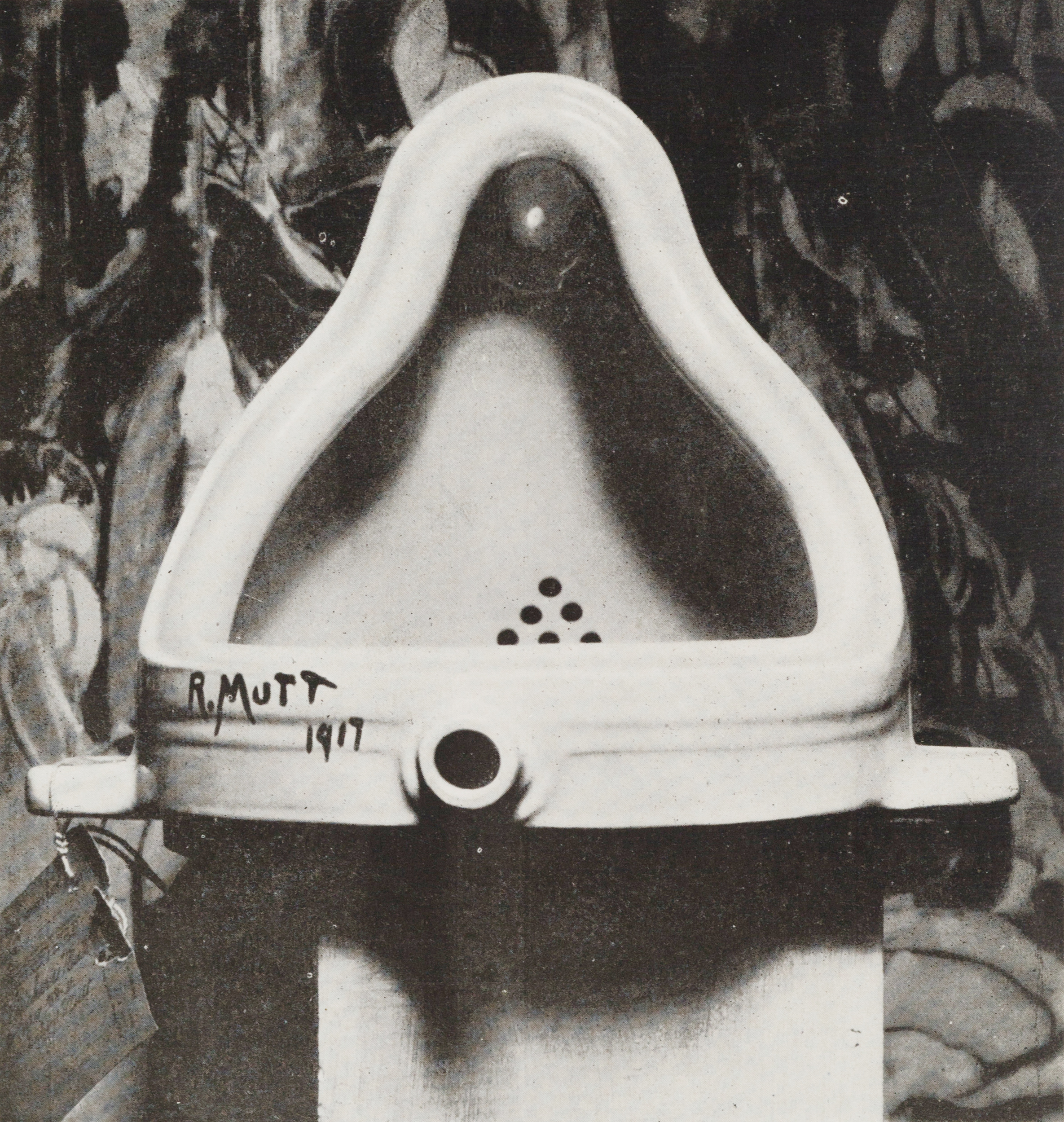
Fountain, Foto von Alfred Stieglitz (1917)

Fountain (engl. Brunnen, Quelle) ist ein Ready-made aus dem Jahr 1917, das im Allgemeinen Marcel Duchamp zugeschrieben wird. Das Objekt, ein mit „R. Mutt“ signiertes handelsübliches Urinal aus einem Sanitärgeschäft, zählt zu den Schlüsselwerken der modernen Kunst. Seine „Nicht-Ausstellung“ bei der großen Schau der Society of Independent Artists im New Yorker Grand Central Palace im April 1917 führte zu einer Kontroverse über den Kunstbegriff. Das Original von 1917, von dem lediglich ein Fotodokument existiert, ist verschollen. Später beanspruchte Duchamp die Urheberschaft für sich und von ihm autorisierte Repliken in unterschiedlichen Ausführungen finden sich weltweit in den Sammlungen namhafter Museen. Von wenigen Kunsthistorikern wird die Urheberschaft von Duchamp bezweifelt und argumentiert, das Werk stamme von der Künstlerin Elsa von Freytag-Loringhoven.

## Beschreibung
Das Original war ein seinerzeit handelsübliches weißes Urinal aus Porzellan oder Sanitärkeramik, Standardmodell „Bedfordshire“ der Firma J. L. Mott Iron Works aus New York City, das auf dem von vorn betrachteten rechten oberen Rand neben dem Wandauslass mit dem in Großbuchstaben in schwarzer Lackfarbe geschriebenen Namen „R. MUTT“ und der Datierung „1917“ versehen ist. Duchamp präsentierte das Urinal um 90 Grad gekippt liegend, also seiner eigentlichen Funktion beraubt, wodurch der Schriftzug als Signatur deutlich wird. Die Abmessungen sind unbekannt, das Original ist verschollen. Der einzige authentische Nachweis ist eine Fotografie, die Alfred Stieglitz im Entstehungs- und Ausstellungsjahr 1917 in seiner New Yorker Galerie 291 anfertigte. Arturo Schwarz benutzte das Foto als Vorlage für spätere, von Duchamp autorisierte Repliken.

## Geschichte
Für die symbolische Aufnahmegebühr von nur einem Dollar wurde Marcel Duchamp im Dezember 1916 zum einzigen europäischen Gründungsmitglied der neuen New Yorker Society of Independent Artists (SIA). Die Society sollte eine amerikanische Entsprechung zur französischen Société des Artistes Indépendants sein; geplante Ausstellungen sollten jedoch weder einer Zensur noch einer Vorauswahl durch eine Jury oder der Prämierung durch eine solche unterliegen. Vorsitzender der SIA war der Maler William Glackens, ein weiteres Mitglied des Direktoriums war der mit Duchamp befreundete Kunstsammler Walter Conrad Arensberg, der zugleich als Geschäftsführer der Künstlervereinigung fungierte. Arensberg und Duchamp kannten sich bereits seit der Armory Show von 1913, bei der Duchamp mit der Ausstellung seines als skandalös empfundenen Gemäldes Akt, eine Treppe herabsteigend Nr. 2 schlagartig in den Vereinigten Staaten bekannt geworden war.
Für den Beitrag von sechs Dollar durften maximal zwei Werke in der Jahresausstellung der Society gezeigt werden. Zur ersten und größten Ausstellung der Vereinigung, der Big Show im New Yorker Grand Central Palace im April 1917, reichte Duchamp das Urinal unter dem Pseudonym R. Mutt ein, um seine Urheberschaft an dem prekären Werk zu verschleiern. Mit dem provokanten Akt widerlegte der Künstler die im Vorfeld proklamierte „freie unzensierte“ Teilnahme: Das Urinal löste eine hitzige Diskussion bei den Society-Mitgliedern aus, von denen, mit Ausnahme des in den Plan eingeweihten Walter Arensberg, niemand etwas über den obskuren Mr. Mutt wusste. Nachdem sich die Society darauf geeinigt hatte, dass dieser maschinengefertigte Alltagsgegenstand keinesfalls Kunst sei, wurde Fountain von der Ausstellung ausgeschlossen. Duchamp und Arensberg zogen ihre Konsequenz und traten unter Protest aus der Society aus, ohne jedoch ihre Täterschaft zu offenbaren. Trotz der beachtlichen Teilnehmerzahl der Big Show – es wurden rund 2.500 Werke von 1.200 Künstlern, darunter Constantin Brâncuși oder Pablo Picasso gezeigt – blieb die Ausstellung nun vor allem wegen des einzigen nicht gezeigten Kunstobjekts im Gespräch: Marcel Duchamps Fountain.
Nur eine Woche später stellte Alfred Stieglitz, der den Eklat interessiert verfolgt hatte, Fountain in seiner Galerie 291 aus, wo er das Objekt als Ausstellungsstück vor dem Gemälde The Warriors von Marsden Hartley fotografierte.
Die New Yorker Dadaisten begannen bald darauf ihrerseits eine Kontroverse über den Fall Richard Mutt und sein vermeintliches Kunstobjekt zu führen, zumal Fountain in der zweiten (und letzten) Ausgabe der Dada-Zeitschrift The Blind Man mit der Fotografie von Stieglitz in dessen Galerie als Kunstobjekt präsentiert und in einem begleitenden Text von Arensberg und der Mitherausgeberin Beatrice Wood als solches legitimiert wurde. Sie konstatierten, dass der Künstler einzig und allein durch seine Auswahl einen beliebigen Gegenstand in den Status eines Kunstwerkes erheben konnte, wobei sie dem „gefundenen (Kunst-)gegenstand“ (Objet trouvé) einen konzeptuellen Aspekt zukommen ließen. Der Vorfall, der mutmaßlich auch durch Duchamps Freundeskreis als Skandal lanciert wurde, ging als „Richard Mutt Case“ in die Kunstgeschichte ein:

„The Richard Mutt Case“ in The Blind Man Nr. 2

The Richard Mutt Case:
They say any artist who pays six dollars may exhibit.
Mr. Richard Mutt sent in a fountain. Without discussion, this object disappeared and was never exhibited.
What were the grounds for refusing Mr Mutt’s fountain:
1. Some contended it was immoral, vulgar.
2. Others that is was plagiarism, a plain piece of plumbing.

Now Mr Mutt’s fountain is not immoral, that is absurd, no more than a bathtub is immoral. It is a fixture which you see every day in plumbers’ show windows.
Whether Mr Mutt made the fountain with his own hands or not has no importance. He CHOSE it. He took an article of life, placed it so that its useful significance disappeared under the new title and point of view - created a new thought for that object. As for plumbing, that is absurd. The only works of art America has produced are her plumbing and her bridges.
— veröffentlicht in: The Blind Man. New York, 1917, Nr. 2, Seite 4

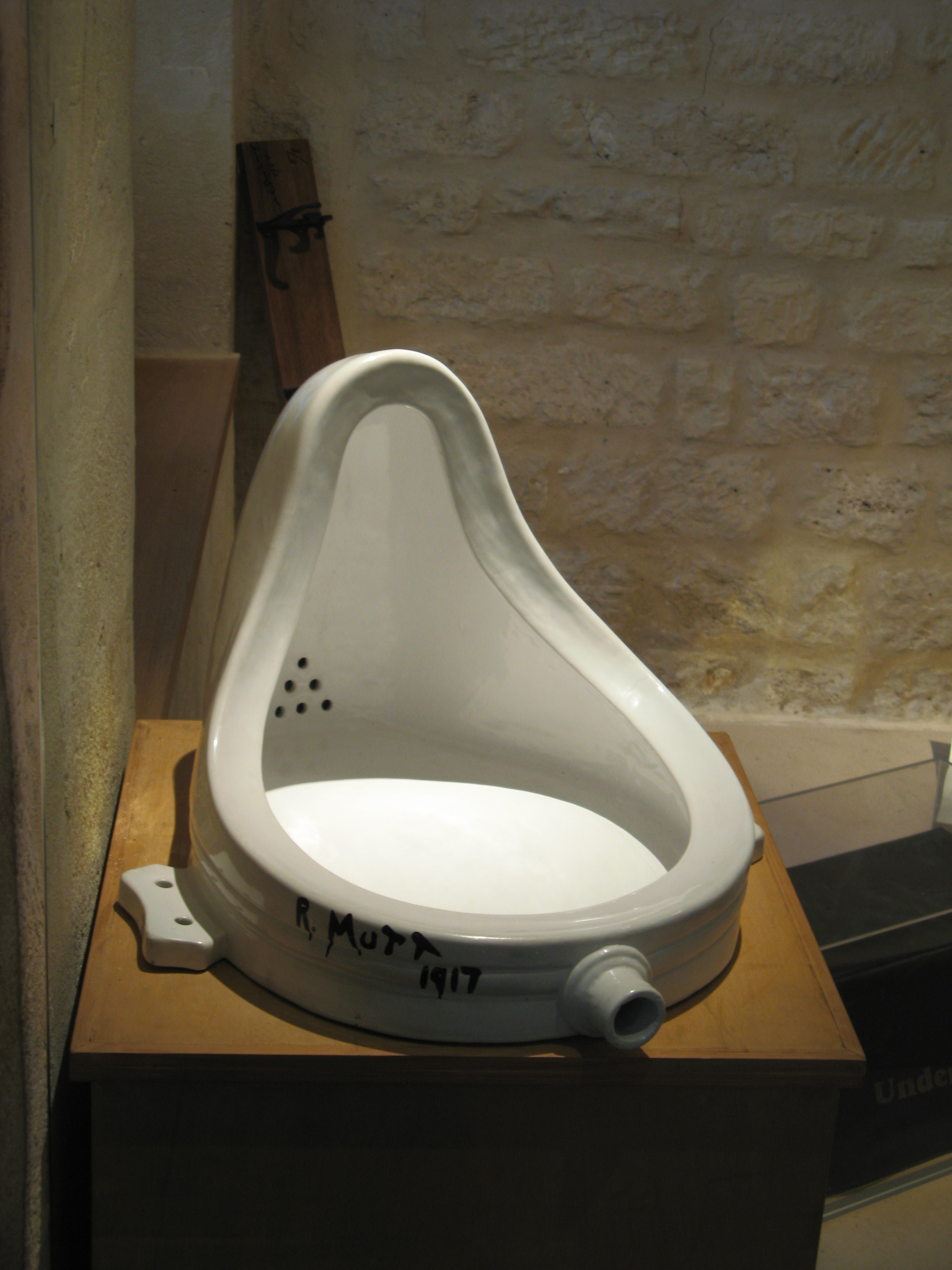
Replik von Duchamps Fountain im Musée Maillol, Paris

Kurz nach der Ausstellung in der Galerie 291 ging Fountain verloren. Laut Duchamp-Biograf Calvin Tomkins wurde es von Stieglitz mit der Aufgabe der Galerie 291 noch im selben Jahr auf den Müll geworfen, „ein Schicksal, das den meisten der frühen Ready-mades von Marcel Duchamp widerfuhr.“
Seit längerer Zeit wird diskutiert, ob Fountain statt von Duchamp von Elsa von Freytag-Loringhoven geschaffen wurde, die Vermutung wurde 2018 erneut aufgestellt. Im März 2019 ging die amerikanische Autorin Siri Hustvedt in The Guardian der Frage nach, wann die Kunstwelt diese Tatsache endlich akzeptiere. Sie hatte sich in ihrem neuesten Roman Memories of the Future (dt. Damals) mit dem Kunstwerk und seiner Entstehung beschäftigt. Nach einer persönlichen Lesung des Romans Damals im April 2019 im Frankfurter Schauspielhaus schrieb die Frankfurter Allgemeine Zeitung: „Die meisten werden das Werk nach wie vor Duchamp zuschreiben, aber Hustvedt setzt alles daran, dies zu ändern und der exzentrischen Künstlerin, von der Duchamp sagte, sie sei nicht futuristisch, sondern die Zukunft selbst, als Schöpferin von „Fountain“ Gerechtigkeit widerfahren zu lassen.“ In der Wissenschaft fand diese These wenig Anklang. Unter anderem Bradley M. Bailey hat wesentliche Argumentationsschwächen dieser These aufgezeigt.

## Interpretationen
“The curious thing about the Readymade is that I’ve never been able to arrive at a definition or explanation that fully satisfies me.”

Zu dem Titel des Objekts Fountain, zu deutsch „Springbrunnen“, „Trinkbrunnen“, „Wasserbehälter“, aber auch „Herkunft“, „Ursprung“ oder „Urquelle“ gibt es, ebenso wie zum Namen „R. Mutt“, verschiedene Interpretationen. Duchamp wählte das englische Wort für „Fontäne“ anstelle von „Urinal“ oder „Urinoir“, um das Pissoir durch Umbenennung und Verfremdung zum Kunstgegenstand zu erheben. Über das Pseudonym und die Signatur existieren verschiedene Spekulationen, so schreibt Rosalind Krauss, dass sich „R. Mutt“ anders betont in etwa wie das deutschsprachige „Armut“ anhöre. Duchamp wurde darauf in einem Interview von 1966 angesprochen, seine Antwort:
„Mott was too close so I altered it to Mutt, after the daily strip cartoon ‚Mutt and Jeff’ which appeared at the time, and with which everyone was familiar. Thus, from the start there was an interplay of Mutt: a fat little funny man, and Jeff: a tall thin man … And I added Richard. That’s not a bad name for a pissotiere. Get it ? The opposite of poverty. But not even that much, just R. Mutt.“
Er nimmt Bezug auf das damals sehr populäre Comicstrip Mutt and Jeff und auf die Sanitär-Firma J.L. Mott, von welcher er das Pissoir erwarb. Das „R.“ wurde in der zweiten Ausgabe der Dada-Zeitschrift The Blind Man als „Richard Mutt“ identifiziert, wobei im Französischen richard einen stinkreichen Menschen bezeichnet und in Silben zerteilt, als „rich“ und „art“ gelesen werden kann, also „reiche Kunst“. Das Kürzel „R. M.“ kann darüber hinaus auch als „Ready-made“ verstanden werden. „Mutt“ hingegen wird als Anspielung auf die Herstellerfirma Mott Iron Works, aber auch als das englische Wort für „Dussel“, „Idiot“ oder „Köter“ gesehen. Die rätselhafte Wortspielerei und die Mehrdeutigkeit der Namen hatte jedenfalls für den zweisprachigen Duchamp eine sicherlich nicht zufällige Bedeutung. Über die Zeit kamen verschiedene freudianisch-psychologische und sexuelle Interpretationsansätze hinzu: So wurde die Form des Urinals als „phallisch“ oder „vaginal“ gedeutet, woraus die Überlegung entstand, es könne sich um ein feminines oder bisexuelles Objekt handeln, wobei ein weiterer Bezug des Namens Mutt zum deutschen „Mutter“ angestrengt wurde.

## Repliken

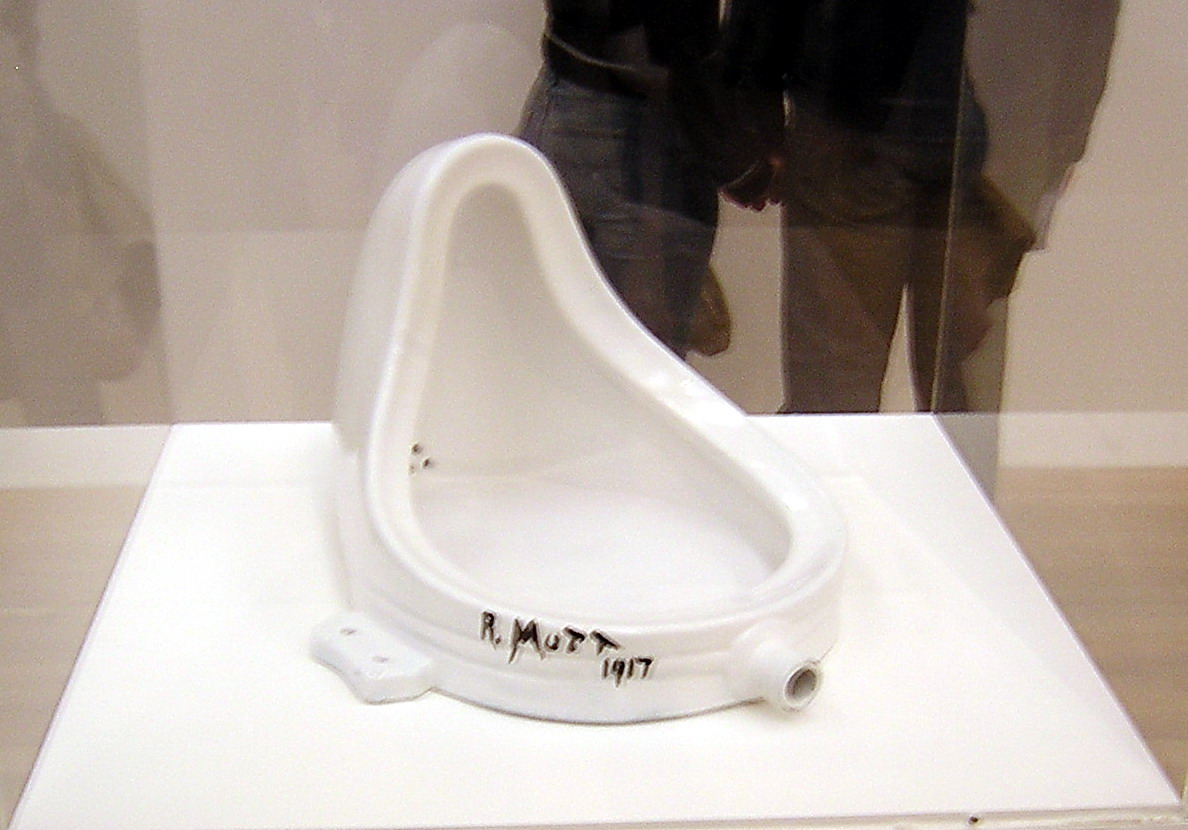
Eine Replik von 1964 in der Tate Gallery of Modern Art, London

Seiner „Schachtel im Koffer“, der „resümierenden“ Werkkiste Boite-en-Valise, die er ab 1941 auf 300 Exemplare limitiert herausgab, fügte Duchamp eine Miniatur von Fountain bei. Die zweite von Duchamp autorisierte Replik wurde 1950 für eine Ausstellung in der Sidney Janis Gallery in New York angefertigt oder gekauft. Sie misst 30,4 × 38,2 × 45,9 cm, weicht aber in der Form vom Original ab. Auf 1953 ist eine weitere Nachbildung datiert, die Duchamp für einen Freund anfertigen ließ; eine weitere Replik mit den Maßen 33 × 42 × 52 cm wurde 1963 von Ulf Linde für das Moderna Museet in Stockholm in Auftrag gegeben, auf der Nachbildung steht in Großbuchstaben der Schriftzug „R. MUTT / 1917“. Die Signatur stammt allerdings nicht von Duchamp.
Des Weiteren wurden im Oktober 1964 ein Multiple aus acht Exponaten für die Galleria Arturo Schwarz in Mailand plus je ein Exemplar für den Künstler und den Hersteller und zwei Ausstellungsstücke für Museen angefertigt. Die Exponate haben ebenfalls den charakteristischen Schriftzug „R. MUTT / 1917“ und sind zusätzlich von Duchamp mit „Marcel Duchamp 1964“ in schwarzer Farbe signiert. Auf der Rückseite befindet sich eine Kupferplatte mit der Inschrift „Marcel Duchamp 1964 X/8, FOUNTAIN / 1917 / EDITION GALERIE SCHWARZ, MILAN“, wobei X hier als Platzhalter für eine Zahl von 1 bis 8 steht. Die Stücke messen jeweils 36 × 48 × 61 cm. In den Museen werden heute zumeist die Mailänder Nachbildungen aus dem Jahr 1964 gezeigt. Die Repliken befinden sich in den Sammlungen des Indiana University Art Museums, des San Francisco Museum of Modern Art, im Centre Georges Pompidou, Paris und in der Tate Modern in London, sowie im Philadelphia Museum of Art, das die größte zusammenhängende Werksammlung von Duchamp besitzt.
Obwohl sämtlich Repliken nach dem im Foto dokumentierten Original von 1917 gefertigt oder gekauft sind, weichen die Exponate in Form, Signatur und Abmessungen voneinander ab. Sehr wahrscheinlich kam es Duchamp dabei nicht auf die exakte Nachbildung an, sondern vielmehr auf die Idee, das ein zweckentfremdetes Urinal als (Anti-)Kunstobjekt Einzug in den musealen Bereich hält.

## Rezeption
Der Künstler Mike Bidlo (* 1953), ein Vertreter der Appropriation Art, setzt sich in Zeichnungen und Modellen mit Duchamps Fountain auseinander.
1991 ließ Sherrie Levine, die ebenfalls der Appropriation Art zugerechnet wird, unter dem Titel Fountain (After Marcel Duchamp)  eine auf Hochglanz polierte Bronzeskulptur mit spiegelartiger Oberfläche  in einer Auflage von sechs Exemplaren gießen. Eines dieser Exemplare ist im Walker Art Center in Minneapolis ausgestellt. Anders als Duchamps Fountain ist diese Plastik kein Stück aus einer industriellen Massenproduktion, sondern wurde als Einzelstück in Goldbronze gegossen – allerdings in der für die ursprüngliche Nutzung vorgesehenen Position. Als Ready-made kann diese Plastik nicht wahrgenommen werden.
Der französische Konzeptkünstler Saâdane Afif, der 2009 den Marcel-Duchamp-Preis erhielt, begann noch im selben Jahr seine Arbeit Fountain Archive. Bis heute kontinuierlich fortgeführt, besteht se gegenwärtig aus rund 400 Bildern des Urinals von Marcel Duchamp. Jedes dieser Bilder wurde allen möglichen Publikationen – angefangen von Büchern, über Zeitungen, Magazinen und Lexika, bis hin zu Pornoheften – entnommen. Die einzelnen herausgetrennten Blattseiten integriert Saâdane in jeweils dafür angepasste Bilderrahmen mit zum Teil farbigen Rückwänden, womit der Rahmen fixer Bestandteil des gesamten Bildes wird. Entsprechend dem architektonischen Ambiente erfolgt dann die Installation. Für diesen Prozess, der aus einer Publikation immer nur eine Fountain-Arbeit entstehen lässt, gibt es jedoch eine Ausnahme: Sollte die Publikation eine Abbildung eines oder mehrerer Werke des Fountain-Archive-Projektes enthalten, werden zwei Exemplare in das Archive aufgenommen und zwei Editionen des Werkes angefertigt. Diese Werke stellen somit eine mise en abyme dar.

## Sonstiges
Während einer Dada-Retrospektive des Centre Pompidou in Paris beschädigte der damals 77-jährige Pierre Pinoncelli am 4. Januar 2006 eine Replik von Fountain mit Hammerschlägen. Pinoncelli, der sich selbst als Aktionskünstler versteht, hatte bereits 1993 bei einer Ausstellung in Nîmes ein Duchamp’sches Pissoir seinem ursprünglichen Verwendungszweck zurückgeführt, indem er in das Becken urinierte. Er wurde damals zu einer Geldstrafe verurteilt. Pinoncelli erklärte seinen erneuten Anschlag auf das Werk als „wortwörtliche Antwort“ auf Duchamps Absicht, das Kunstverständnis zu zerstören. Bei dem beschädigten Exponat handelt es sich um eine der zwölf Repliken, die der Mailander Galerist Arturo Schwarz 1964 mit Duchamps Einverständnis nach Stieglitz’ Fotografie hatte anfertigen lassen. Die Replik war 1986 vom Musée National d’Art Moderne, einem Teil des Centre Pompidou, angekauft worden.

## Abbildungen
1. ↑  Marcel Duchamp: Boite-en-Valise (Schachtel im Koffer), 1941, Edition 1968, LWL-Landesmuseum für Kunst und Kulturgeschichte, Münster. → Foto des Werks (Memento vom 15. April 2013 im Webarchiv archive.today)